# Dunseith
Dunseith ist eine kleine Stadt im Rolette County im US-Bundesstaat North Dakota. Dunseith liegt 20 km südlich der Grenze zu Kanada. Dunseith hat eine Fläche von 2,6 km² und 632 Einwohner (Stand: 2020). Der Ort wurde durch seine Nähe zum Internationalen Friedensgarten bekannt.